# 三神勲
三神 勲（みかみ いさお、1907年2月26日 - 1997年1月21日）は、日本の英文学者。

## 人物・来歴
山梨県出身。姉は医学者の三神美和。日本で最初期の硬式テニス選手である三神八四郎や最初の日本人プロ野球選手ともされる三神吾朗は叔父に当たる。
オハイオ州立大学大学院修士課程修了。明治学院大学教授を務め、のち名誉教授、駒澤大学教授を務めた。
シェイクスピアの主要作品を中野好夫とともに戦後いち早く翻訳し、上演に使われることが多かった。その多くは角川文庫に収められた。
1997年、急性心不全のため死去。

## 翻訳
シェイクスピアの戯曲
- 『ハムレット / ジュリアスシーザー』（河出書房、世界文学全集） 1951年
- 『ウィンザーの陽気な女房たち』（西川正身共訳、河出書房） 1952年、のち角川文庫
- 『真夏の夜の夢』（河出書房、世界文豪名作全集） 1953年、のち角川文庫 改版1996年
- 『ロミオとジュリエット』（河出文庫） 1954年、のち角川文庫 改版1996年
- 『マクベス / リヤ王』（河出書房、世界文学全集） 1955年
『マクベス』（角川文庫） 1968年、改版1996年
『リア王』（角川文庫） 1973年
- 『じゃじゃ馬ならし』（筑摩書房、世界古典文学全集42） 1964年、のち角川文庫
- 『トロイラスとクレシダ』（筑摩書房、世界古典文学全集45） 1966年、のち角川文庫
- 『シンベリン』（筑摩書房、世界古典文学全集44） 1967年
- 『十二夜 / ヘンリー五世』（河出書房新社、世界文学全集） 1967年 
『十二夜』（角川文庫） 改版1996年
- 『リチャード三世』（開明書院、シェイクスピア戯曲選集） 1977年
『リチャード三世』（角川文庫） 改版1996年
- 『オセロ』（角川文庫） 改版1996年

その他
- 『ヴォルポーネ』（ベン・ジョンソン、筑摩書房、世界文学大系14） 1961年